# Skyforest
Skyforest ist ein im Jahr 2013 gestartetes Musikprojekt des russischen Metal-Multiinstrumentalisten Bogdan „B.M.“ Makarow aus Podolsk.

## Geschichte
2013 gründete der russische Metal-Sänger Bogdan „B.M.“ Makarow in der russischen Stadt Podolsk das Musikprojekt Skyforest. Makarow gründete zudem die Musikprojekte Hiki, Annorkoth und A Light in the Dark.
Das erste Album, Aftermath, welches Makarow mithilfe des Musikers Tim Yatras von der Band Germ einspielte, erschien im August 2014 beim spanischen Label No Remorse Records. Für die Veröffentlichung das Nachfolger-Albums Unity im Jahr 2016 zeigte sich Makarow für das Einspielen der Instrumentalparts aller Stücke allein verantwortlich. Für den Gesang holte er Michael von Sul ad Astral ins Boot. Unity erschien beim ukrainischen Ein-Mann-Label Depressive Illusions Records. Das Debütalbum Aftermath wurde später neu aufgelegt. Im August 2018 veröffentlichte Makarow die EP Harmony. Im Jahr 2017 wurde Unity als Vinyl-Schallplatte neu aufgelegt und bei Northern Silence Productions herausgebracht.
Ende 2019 wurde Skyforest vom deutschen Label Northern Silence Productions unter Vertrag genommen, welches das dritte Album A New Dawn im Februar 2020 veröffentlichte.

## Stil und Ideologie
Bogdan Makarow erklärte in einem Interview, dass er Skyforest auf instrumentaler Ebene dem Black Metal zuordnen würde, lyrisch hingegen nicht. Er sagte, dass Religion in keiner Weise – und wenn nur minimal – thematisiert werde, sondern er sein Leben, seine Gefühle und die Liebe zur Natur aufgreife.
Die Musik wird als „hochgradig atmosphärisch“ beschrieben, die zudem „eine tief sitzende Melancholie versprüht“ und „zu Tränen rührende, wunderschöne Melodien“ besitzt. Bei der Instrumentalisierung stehen Synthesizer und Schlagzeug im Vordergrund, während die E-Gitarren eher im Hintergrund der Musik agieren.
Makarow teilte mit, alle Religionen zu respektieren und stellte jedem frei, zu glauben woran man wolle, solange niemand Außenstehendes beeinflusst oder gezwungen wird, dem Glauben beizutreten.

## Diskografie
- 2014: Aftermath (Album, No Remorse Records)
- 2016: Unity (Album, Depressive Illusions Records, 2017 bei Northern Silence Productions neu aufgelegt)
- 2018: Harmony (EP, Depressive Illusions Records)
- 2020: A New Dawn (Album, Northern Silence Productions)